# Leucochrysum fitzgibbonii
Leucochrysum fitzgibbonii là một loài thực vật có hoa trong họ Cúc. Loài này được (F.Muell.) Paul G.Wilson mô tả khoa học đầu tiên năm 1992.